# Kaiserautunnel
Der Kaiserautunnel ist ein 1861 m langer Eisenbahntunnel der Schnellfahrstrecke Hannover–Würzburg östlich der nordhessischen Kleinstadt Melsungen.

## Lage und Verlauf
Das Bauwerk liegt zwischen den Streckenkilometern 165,170 und 167,031.
Er unterquert nordöstlich von Melsungen ein Waldgebiet.
Die Trasse beschreibt in südlicher Richtung eine Rechtskurve.
Nördlich schließt sich, nach einem kurzen Abschnitt offener Linienführung, der Hainbuchtunnel an. Südlich folgt die Kehrenbach-Talbrücke.

## Geschichte
Das Bauwerk wurde 1984 mit einer Länge von 1814 m mit Kosten von 48,1 Millionen DM geplant. Es sollte zwischen September 1984 und März 1987 errichtet werden.
Das Bauwerk gehörte zum Planungsabschnitt 13 im Mittelabschnitt der Neubaustrecke.
Der Tunnel wurde als Teil des Neubaustreckenabschnitts Göttingen–Fulda 1991 in Betrieb genommen. Die im Tunnel liegende Überleitstelle Kaiserau wurde später zurückgebaut.

## Bauausführung
Der Tunnel wurde mit einer Querschnittsunterteilung in Kalotte und nachfolgender Strosse in Spritzbetonbauweise vorangetrieben. Im August 1985 erfolgte zwischen Tunnelmeter 106 und Tunnelmeter 132 ein Tagbruch. Die Überdeckung betrug dort oberhalb der Firste etwa 22 bis 25 Meter. An Geländeoberfläche entstand ein Krater mit etwa 20 bis 25 Meter Durchmesser. Die Verbruchstrecke wurde dann nach gebirgsverfestigenden Zementinjektionen bergmännisch in Teilquerschnitten aufgefahren. Es kam zu einer Bauverzögerung von rund einem halben Jahr. Der geschätzte Sachschaden betrug 6,5 Millionen DM. Die Ursachen waren unerwartete schlechte Bodenverhältnisse und die Änderung eines Details der Vortriebsmethode.